# ノースポイント
「ノースポイント」は、2003年1月26日 - 3月16日に放映された、北海道文化放送30周年企画テレビドラマのシリーズ。北海道の雄大な自然とそこで暮らす人々を描いた4つの物語。
なお各作品とも、バンダイビジュアルよりDVD・ビデオ化されている。

## つばさ
2003年1月26日放送。

### キャスト
- 瀬藤香織 - 前田亜季
- 瀬藤優子 - 萩尾みどり
- 広山一枝 - 草村礼子
- 小幡 - 河原さぶ
- 西本 - 小市慢太郎

### スタッフ
- 監督：長澤雅彦
- 脚本：三澤慶子
- 撮影：篠田昇
- 音楽：REMEDIOS

滝川ロケ日程：2002年11月9日 - 11月17日

## フレンズ
2003年2月2日放送。

### キャスト
- 久保山満ちる - 小山田サユリ
- 須貝卓巳 - 加瀬亮
- 千石剛 - 水橋研二
- 岩佐マミ - 沢尻エリカ

### スタッフ
- 監督：橋本直樹
- 脚本：三澤慶子
- 撮影：柳田裕男

滝川ほかロケ日程：2002年3月7日 - 3月25日

## ポートタウン
2003年2月16日 - 3月2日放送。全3話。

### キャスト
- 紺野奈美 - 宮崎あおい
- 紺野敬子 - 洞口依子
- 赤間正一 - 滝田裕介
- 遠藤秀明 - 大高洋夫
- 今日香 - 栗永奈生子
- 中島弘平 - 高杉瑞穂
- 尾崎リエ - 岡本奈月
- 遠藤瞳 - 柳沢なな

### スタッフ
- 監督：中井庸友
- 脚本：三澤慶子
- 撮影：柳田裕男

小樽ロケ日程：2002年10月17日 - 11月4日

## ファームサイドソング
2003年3月16日放送。

### キャスト
- 西沢亮子 - 橘実里
- 西沢翔子 - 岡元夕紀子
- 中島信也 - 大森南朋

### スタッフ
- 監督：橋本直樹
- 脚本：三澤慶子
- 撮影：柳田裕男

滝川ロケ日程：2002年7月30日 - 8月10日

## スタッフ
- 企画：中野聖（北海道文化放送）、長澤雅彦